# Bélatelep (Budapest)
Bélatelep Budapest XVIII. kerületének egyik városrésze.

## Fekvése
Határai a XVII. és a XVIII. kerület határa a Tünde utcától, Csévéző utca, a Budapest–Újszász–Szolnok-vasútvonal és a Tünde utca a XVII. és a XVIII. kerület határáig.

### Megközelítése
Közvetlenül a városrész szélei mentén a 98-as, 98E és a 198-as autóbusznak vannak megállói, illetve a délkeleti csücskének számító, roppant forgalmas Gyömrői út és Csévéző út kereszteződésének többi oldalán megáll még a 93-as, a 200E, a 217-es és a 217E jelű busz.
Az éjszakai járatok közül egyedül a 980-as érinti a Csévéző utca mentén.

## Története
A terület névadója gróf Vigyázó Béla, akinek a birtokán alakult ki az 1920-as években. Rákoskeresztúr községhez tartozott Nagy-Budapest kialakításáig, amikor is a XVIII. kerülethez csatolták, míg Rákoskeresztúr a XVII. kerület része lett.
A városrész két szélén fut a Gyömrői út, benne leválasztva a Ferihegyi gyorsforgalmi úttal, valamint a Csévéző utca. Ezek jelentős átmenő forgalmat bonyolítanak le szinte minden nap; a Gyömrői/Ferihegyi gyorsforgalmi út Kőbánya-Kispest és Vecsés, illetve a 4-es út tengelye mentén, míg a Csévéző utca keresztirányban, a XVII. kerület felé.
A városrészen belül csak mellékutcák vannak, amik a Budapest Liszt Ferenc nemzetközi repülőtér pont feléjük irányuló kifutója miatt korántsem mondhatók csendesnek, akár fel, akár leszállnak a gépek.